# Mauricio Zenteno
Mauricio Alejandro Zenteno Morales (* 21. April 1984 in Linares) ist ein ehemaliger chilenischer Fußballspieler. Der Innenverteidiger absolvierte elf Länderspiele für die Nationalmannschaft und wurde auf Vereinsebene ein Mal chilenischer Meister.

## Karriere

### Verein
Mauricio Zenteno machte die ersten fußballerischen Schritte in seiner Heimatstadt Linares. 2000 wurde er von Verantwortlichen des CD Universidad Católica entdeckt. 2004 kam er in die Profimannschaft und gewann mit dem Verein die Meisterschaft der Clausura 2005. Bei den Cruzados spielte Zenteno bis 2009, wurde 2008 allerdings an den CD Huachipato verliehen, zu dem er 2010 dann wechselte. 2011 spielte Zenteno eine Saison bei Deportes La Serena und schloss sich dann Deportes Iquique an. Dort verbrachte Zenteno zehn Jahre bis zu seinem Karriereende 2021. Mit den hellblauen Drachen gewann er 2013/14 die Copa Chile.

### Nationalmannschaft
Mauricio Zenteno debütierte unter Trainer Nelson Acosta im April 2006 für die La Roja beim Freundschaftsspiel gegen Neuseeland. Insgesamt absolvierte Zenteno elf Länderspiele, allesamt Freundschaftsspiele. Zuletzt stand er im Juni 2006 gegen Costa Rica auf dem Feld.

## Erfolge
Universidad Católica
- Chilenischer Meister: 2005-C

Iquique
- Chilenischer Pokalsieger: 2013/14